# Lukoil

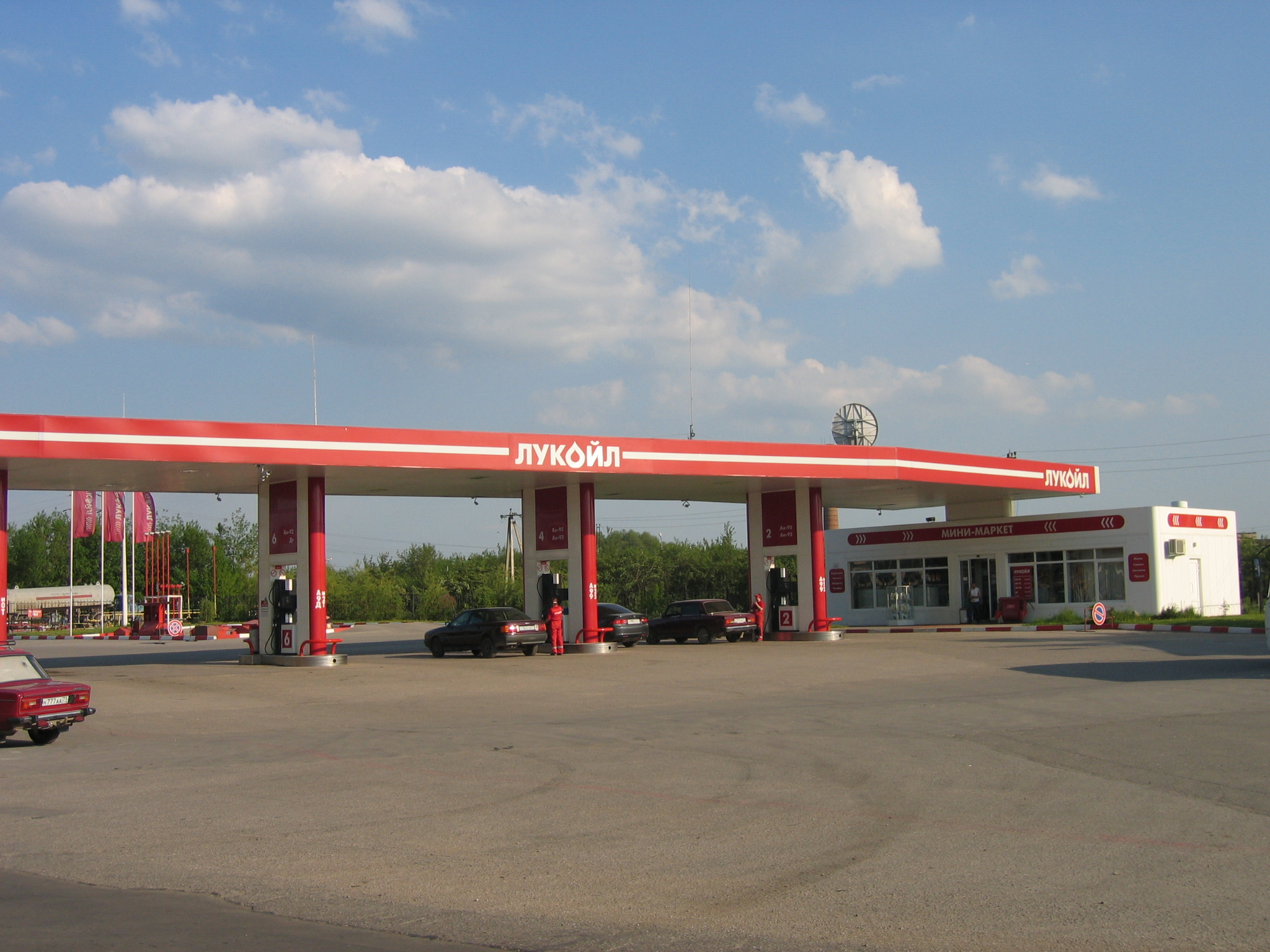
Eine Lukoil-Tankstelle in Tula

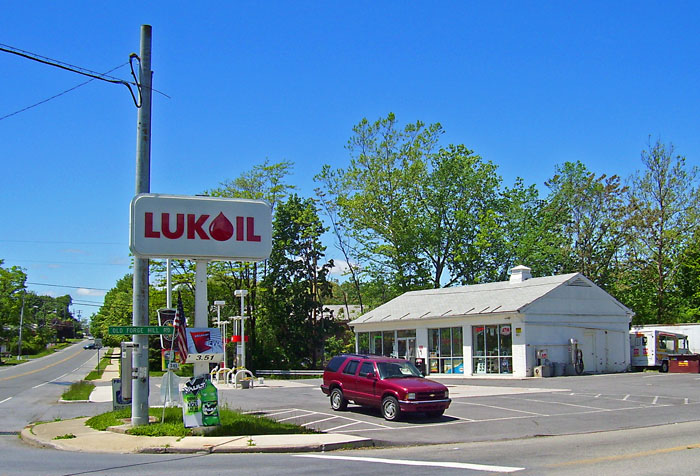
Eine Lukoil-Tankstelle in den USA

Lukoil (eigene Schreibweise LUKOIL, russisch ЛУКОЙЛ) ist ein russischer Mineralölkonzern. Das heute international aufgestellte Unternehmen ist im RTS Index gelistet. In den Forbes Global 2000 der weltgrößten Unternehmen belegt Lukoil Platz 98 (Stand: GJ 2017). Das Unternehmen kam Anfang 2018 auf einen Börsenwert von über 60 Mrd. USD.
Zu den Kernaufgaben von Lukoil gehören die Förderung und Produktion von Erdöl und Erdgas sowie die Herstellung und Vermarktung von Mineralölprodukten. Die geografischen Schwerpunkte liegen in Westsibirien, der Timan-Petschora-Region und der Jamal-Region. Ende Oktober 2012 beantragte der Konzern eine Genehmigung für eine geologische Exploration in der Arktis (Fläche von rund 135.000 Quadratkilometern).
Laut Wall Street Journal-Berichten Ende 2024 sollte Lukoil mit Rosneft Oil und Gazprom Neft fusionieren.

## Positionierung auf dem Markt
Lukoil förderte 2014 pro Tag 2,31 Millionen Barrel Öl und Gas. Der Konzern verfügte zu diesem Zeitpunkt über ein Öläquivalent von 17,6 Milliarden Barrel. Damit lag er weltweit auf Platz zwei, nach ExxonMobil und vor BP. Bei den Rohölreserven übertraf er alle anderen an der Börse gehandelten Unternehmen der Welt. Sie betrugen 16 Milliarden Barrel; das waren 0,4 Prozent der weltweiten Ölreserven.
Auf dem Gelände der ehemaligen Raffinerie Lobau in Wien befindet sich seit Februar 2014 die Europa-Zentrale von Lukoil.

## Eigentumsverhältnisse
Sommer 2022 waren 54,49 % der Unternehmensaktien im Freefloat. Der Größte Anteilseigner ist der Oligarch Leonid Arnoldowitsch Fedun mit 9,32 % der Aktien, hält einen Anteil 0,76 % und Goldman Sachs GQG Partners International Opportunities Fund 0,53 %.

## Kennzahlen

### Bilanz
Angaben in Mio. Rubel

#### AKTIVA
| Aktiva         | 2017      | 2018      | 2019      | 2020      |
| -------------- | --------- | --------- | --------- | --------- |
| Umlaufvermögen | 1.308.114 | 1.478.479 | 1.554.187 | 1.276.460 |
| Anlagevermögen | 4.099.311 | 4.600.607 | 4.639.584 | 4.782.725 |
| Summe Aktiva   | 5.295.015 | 5.732.382 | 5.947.050 | 6.025.626 |

#### Passiva
| Passiva            | 2017      | 2018      | 2019      | 2020      |
| ------------------ | --------- | --------- | --------- | --------- |
| Gesamtverschuldung | 616.360   | 535.047   | 674.220   | 659.711   |
| Fremdkapital       | 1.804.616 | 1.658.856 | 1.973.601 | 1.894.860 |
| Eigenkapital       | 3.490.399 | 4.073.526 | 3.973.449 | 4.130.766 |
| Passiva            | 5.295.015 | 5.732.382 | 5.947.050 | 6.025.626 |

### Umsatz

#### 2021
Einen Großteil (ca. 49 %) seines Umsatzes erzielte der Konzern in der Schweiz mit 4.606.980 Mio. Rubel. Gefolgt von verschiedenen Staaten mit ca. 1.110.340 Mio. Rubel (17 %). In Russland erzielte der Konzern 15 % oder 1.041.970 Mio. Des Weiteren wurden mit den USA (680.033 Mio.) und Singapur für 357.647 Mio. Geschäfte getätigt.

#### 2016
Der Großteil (81,9 %) des Umsatzes wurden auf dem internationalen Markt erzielt. Dabei erzielte das Unternehmen 65 % des Umsatzes mit der Raffination und Verteilung von Erdöl. 2016 verkaufte das Unternehmen 63,1 Mt raffiniertes Erdöl und 119,3 Mt Erdölprodukte und 2016 betrieb die Unternehmensgruppe ein Netz von 5309 Tankstellen weltweit.
Gefolgt von der Exploration und Produktion von Kohlenwasserstoffen mit einem Anteil von 29,9 %, sowie der Produktion von Rohöl (2016 belief sich die Produktion auf 676,3 Millionen Barrel) und Erdgas (Produktion 20,3 Milliarden m³);
Minimalen Anteil am Umsatz hat die Produktion von elektrischem Strom mit 1,4 % und die Herstellung von chemischen Produkten (1,4 %). So wurden 2016 1,3 Mio. Tonnen hergestellt.
Weitere 2,3 % Umsatz generierte das Unternehmen mit sonstigen Tätigkeiten.

## Geschichte
Am 25. November 1991 wurde auf Anordnung des Ministerrates der Sowjetunion der staatliche Ölkonzern LangepasUraiKogalymneft (LUKOIL) (ЛангепасУрайКогалымнефть (ЛУКОЙЛ)) aus mehreren kleineren Erdölförder- und -verarbeitungsbetrieben geschaffen. Benannt wurde er nach den drei westsibirischen Städten Langepas, Urai und Kogalym, in deren Gebiet die drei damaligen Haupt- und auch heute noch wichtigen Fördergebiete des Konzerns lagen. 1993 erfolgte die Umwandlung in eine Aktiengesellschaft unter dem nunmehr alleinigen Namen Lukoil und 1994 begann die Privatisierung.
2007 wurde ein Joint-Venture mit Gazprom-Neft, bei welchem Gazprom-Neft eine 51-Prozent-Mehrheit innehatte, angestrebt.
Bis 2010 hatte ConocoPhillips einen Anteil von 20 Prozent gehalten, welcher in diesem Jahr reduziert werden sollte.
Der Umsatz im Jahr 2013 betrug 141,5 Milliarden Dollar.
Am 8. November 2016 gab LUKOil bekannt, dass es seit seiner Gründung im Jahre 1991 inzwischen 2 Milliarden Tonnen Erdöl gefördert hat. Die Förderung der ersten Milliarde dauerte 15 Jahre (1991 bis 2006) und die der zweiten Milliarde 10 Jahre.
Der Vorstand von Lukoil drückte Anfang März 2022, eine Woche nach dem Beginn des russischen Überfalls auf die Ukraine, öffentlich »seine Besorgnis über die anhaltenden tragischen Ereignisse in der Ukraine und sein tiefes Mitgefühl für alle von dieser Tragödie Betroffenen aus«. Lukoil war damit das erste große russische Unternehmen, das sich kritisch äußerte und das Ende des Krieges forderte.
Im Mai 2022 starb der Lukoil-Manager Alexander Subbotin; angeblich bei einer okkulten Behandlung gegen Alkoholsucht. Lukoil gab am 22. August 2022 die Übernahme des Fußballvereins Spartak Moskau samt dem Stadion bekannt.
Am 1. September starb der Vorstandsvorsitzende Rawil Maganow bei einem angeblichen Fenstersturz aus dem sechsten Stock des Moskauer Zentralkrankenhauses. Sein Nachfolger Wladimir Nekrassow starb nach Angaben des Unternehmens am 24. Oktober 2023 an einer „akuten Herzinsuffizienz“.

## Lukoil-Ölproduktion nach Region in Millionen Tonnen
Im Jahr 2015 stieg die Erdölproduktion um 3,6 Prozent verglichen mit dem Vorjahr und erreichte mit 100,7 Millionen Tonnen (736 Millionen Barrel) die bisher größte Menge in der Firmengeschichte. 2016 sank die Fördermenge deutlich auf 91,99 Millionen Tonnen. Der Grund dürfte der Rückgang von 3,17 Millionen Tonnen in West-Sibirien sein, jedoch vor allem ein massiver Rückgang der Internationalen Förderung bzw. des irakischen „compensation oil“. Dazu kommt eine verspätete Reaktion auf die OPEC-Maßnahmen zur Senkung des Preises, welche alle russischen Ölförderer betrafen.
| Region                                                | 2012  | 2013  | 2014  | 2015  | 2016  |
| ----------------------------------------------------- | ----- | ----- | ----- | ----- | ----- |
| Westsibirien                                          | 49,21 | 48,21 | 46,84 | 44,21 | 41,04 |
| Ural                                                  | 13,65 | 14,09 | 14,69 | 15,13 | 15,36 |
| Wolga                                                 | 3,83  | 6,05  | 6,94  | 7,05  | 7,23  |
| Timan-Petschora-Ölfeld                                | 15,63 | 15,23 | 15,95 | 17,33 | 17,72 |
| Andere in Russland                                    | 1,90  | 1,90  | 1,91  | 1,90  | 1,84  |
| International                                         | 5,62  | 5,33  | 10,88 | 15,08 | 8,82  |
| Quelle (Erdölproduktion in Millionen Tonnen pro Jahr) |       |       |       |       |       |

Die Ölförderung des Unternehmens stieg von 2004 bis 2009 um über 10 Prozent. 2011 jedoch sank die Fördermenge des Unternehmens, v. a. in Russland spürbar. Die Internationale Förderung sank ebenfalls, macht aber nur einen kleinen Teil der Gesamtproduktion aus. Lukoil zufolge liegt der Rückgang 2011 einerseits an der Erschöpfung einiger Felder in Sibirien, andererseits daran, dass man die modernsten Fördertechnologien an vielen Förderanlagen installiert, während dieser Zeit kann dort nicht gefördert werden. Die Förderrate hatte sich laut Lukoil in der 2. Jahreshälfte 2011 in West-Sibirien wieder erholt.
LUKOil hat in den vergangenen Jahren viele neue kleine Felder für die Erdöl- sowie Erdgasproduktion erschlossen.
Ursprünglich sollte LUKOil gemeinsam mit dem norwegischen Konzern Statoil das irakische West Qurna-Ölfeld, eines der weltweit größten Erdölfelder, erschließen und langfristig die Produktion massiv erhöhen. Statoil verkaufte seine 18,75 Prozent Anteile jedoch und LUKOil sicherte sich diese, womit das Unternehmen 75 Prozent der Anteile besitzt und das irakische staatliche Ölunternehmen 25 Prozent. Wegen der Größe des Feldes ist es in mehrere Projekte aufgeteilt. LUKoil hat Anteile an der „Phase II“. Dieser Teil des Feldes produzierte im Januar 2017 etwas über 400.000 Barrel Erdöl täglich.
Im Zuge eines ehrgeizigen irakischen Planes rückte im Mai 2018 das West Qurna-2 Ölfeld wieder in die Medien. Die staatliche Basra Oil Company mit ihren 25 Prozent sowie Lukoil mit 75 Prozent der Anteile wollen bis zum Jahr 2025 die Produktion auf 800.000 Barrel täglich verdoppeln. In einem ersten Schritt jedoch soll die Förderung bis 2020 zunächst auf 480.000 Barrel täglich gesteigert werden.
LUKOil erhielt 2015 10,558 Millionen Tonnen sogenanntes „compensation oil“ für die Investitionen zur Erschließung des Feldes. Die Phase II produzierte über 20 Millionen Tonnen Erdöl im Jahr 2015. In den ersten 9 Monaten des Jahres 2016 sanken die Lieferungen auf 4,477 Millionen Tonnen. Die Allianz, die jetzt nur noch aus LUKOil besteht, sollte 1,15 US-Dollar je produziertem Barrel erhalten sowie eine Entschädigung für die enorm hohen Kosten der Erschließung sowie dem Bau der Infrastruktur.
Ausländische Produktion wird in Zukunft eine wesentlich größere Rolle spielen, so befindet man sich mit dem Iran in Verhandlungen. Ebenso in zahlreichen anderen ölreichen Staaten. Die Erdgasförderung wurde ebenfalls gesteigert, auch hier finden große Teile im Ausland wie z. B. Usbekistan statt. Beim Erdöl setzt man ebenfalls auf ehemalige Sowjetrepubliken, etwa in Aserbaidschan und Kasachstan.
2016 sank die Förderung von Lukoil auf 92,0 Millionen Tonnen, darunter 83,177 Millionen Tonnen aus russischen Ölfeldern. Laut Firmenangaben waren es 2015 noch 100,7 Millionen Tonnen gewesen. Die Erdgasproduktion stieg 2016 dagegen leicht auf 20,3 Milliarden Kubikmeter.
Im zweiten Halbjahr 2016 wurden mit den Filanovsky- und Pyakyakhinsky-Ölfeldern zwei neue Ölfelder in West-Sibirien und insbesondere im „Ural“-Gebiet sowie im Timan-Petschora-Ölfeld und dessen Umgebung.

## Ölraffinerien und petrochemische Anlagen

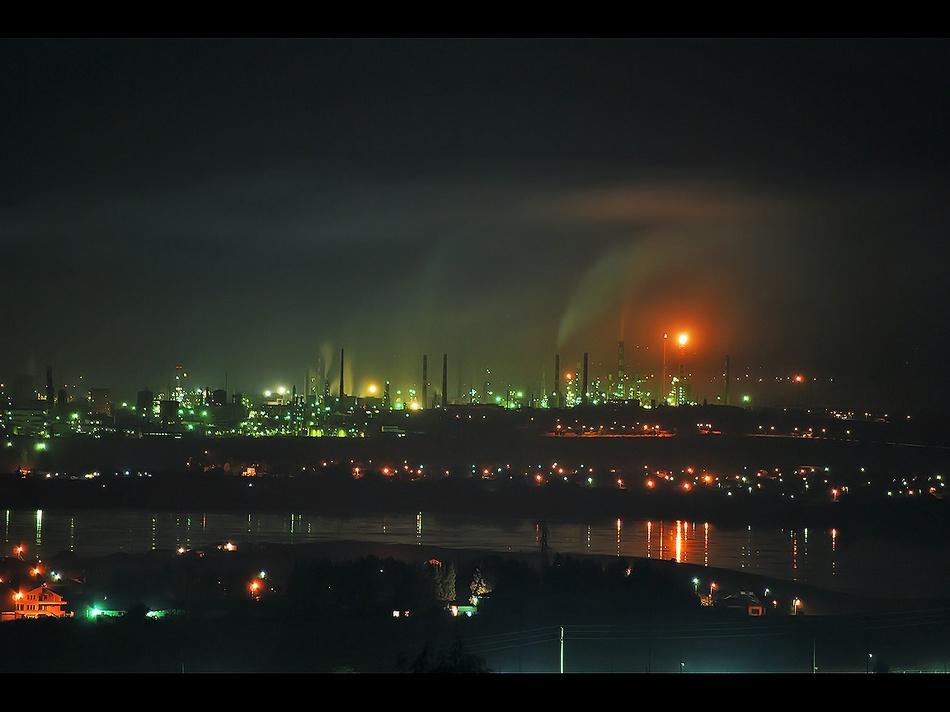
Lukoil Neftochim im bulgarischen Burgas ist die größte Raffinerie Südosteuropas

Lukoil besitzt sieben ölverarbeitende Unternehmen, darunter jeweils ein Werk in Rumänien, Bulgarien, Italien sowie in den Niederlanden, mit einer Gesamtkapazität von 82,1 Millionen Jahrestonnen (Stand: Ende 2016), und hält 49 % Anteil der ISAB Raffinerie-Komplex in Sizilien sowie 45 % der Anteile der TRN-Raffinerie in den Niederlanden:
| Staat       | Name                             | Ort             | Gebaut | v. Lukoil erworben | Kapazität, mln tpa |
| ----------- | -------------------------------- | --------------- | ------ | ------------------ | ------------------ |
| Russland    | Lukoil-Nischegorodnefteorgsintes | Kstowo          | 1958   | 2000               | 15,0               |
| Russland    | Lukoil-Permnefteorgsintes        | Perm            | 1958   | 1991               | 12,0               |
| Russland    | Lukoil-Wolgogradneftepererabotka | Wolgograd       | 1957   | 1991               | 9,9                |
| Russland    | Lukoil-Uchtaneftepererabotka     | Uchta           | 1934   | 2000               | 3,7                |
| Ukraine     | Lukoil-Odesski NPS               | Odessa          | 1937   | 1999               | 3,6                |
| Bulgarien   | LUKOIL Neftochim Burgas          | Burgas          | 1964   | 1999               | 7,5                |
| Rumänien    | Petrotel-Lukoil                  | Ploiești        | 1904   | 1998               | 2,4                |
| Italien     | ISAB                             | Priolo Gargallo | 1975   | 2008*              | 16,0*              |
| Niederlande | TRN                              | Vlissingen      | 1973   | 2009*              | 7,9*               |

* – 49 % und 45 % der Anteile
Lukoil Neftechim betreibt mehrere petrochemische Werke in Budjonnowsk (Stawrolen), Saratow (Saratoworgsintes) und Kalusch (Karpatneftechim).

## Beteiligungen
Seit Dezember 2018 ist Lukoil mit 5 % an der Ghasha-Konzession (auch Hail & Ghasha sour gas fields) im Persischen Golf westlich von Abu Dhabi vor der Küste der Vereinigten Arabischen Emirate (VAE) beteiligt, dem weltweit größten Offshore-Projekt zur Sauergas-Förderung; es investierte zunächst 190 Mio. US-Dollar als Unterzeichnungsgebühr und soll mit seinem Anteil jährlich etwa 300.000 Tonnen Öl und 730 Mio. Kubikmeter Gas produzieren.